# Juana de Gales
Juana, princesa de Gales y lady de Snowdon, también conocida por su nombre galés, Siwan (hacia 1191-2 de febrero de 1237), fue la esposa de Llywelyn el Grande, príncipe de Gales (inicialmente rey de Gwynedd), y gobernante de todo el reino de Gales. Juana nunca tuvo el título de princesa de Gales, sino el de «lady de Gales» en galés. 

## Infancia
Juana fue la hija ilegítima del rey Juan I de Inglaterra. No debe confundirse con su hermanastra Juana de Inglaterra, hija legítima del rey.
Poco se sabe de sus primeros años. El nombre de su madre es conocido solamente por el obituario de Juana en los Anales de Tewkesbury, en donde se refieren a la primera como Regina Clementina (reina Clemencia), aunque no consta que fuera de sangre real. Juana podría haber nacido en Francia, y probablemente pasó parte de su infancia en este país, ya que el rey Juan la mandó a traer al reino de Inglaterra desde Normandía en diciembre de 1203, para su boda arreglada con el príncipe Llywelyn ab Iorwerth.
Thomas Pennant, en su libro Recorridos en Gales, volumen 2, (Londres, 1810), dice: «Se dice que Llewelyn el Grande tenía un palacio cerca de este lugar [Trefriw]; (…) La iglesia de Trefriw fue originalmente construida por Llewelyn, para comodidad de su princesa, que antes se veía obligada a ir a pie hasta  Llanrhychwyn, una larga caminata entre montañas».

## Matrimonio
Juana fue prometida en matrimonio a Llywelyn el Grande en 1204, y se cree que la boda tuvo lugar el año siguiente, aunque algunos anales de la abadía de San Werburgh en Chester dicen que ocurrió en 1204. El matrimonio tuvo al menos cuatro hijos:
1. Gwladus Ddu (1206-1251), casado con Reginald de Braose y luego con Ralph de Mortimer, con la que tuvo ascendencia.
2. Elena ferch Llywelyn (1207-1253), casada con Juan de Escocia, conde de Huntingdon y de Chester, y después con Roberto II de Quincy.
3. Susana, que fue enviada a Inglaterra como rehén en 1228.
4. Dafydd ap Llywelyn (hacia 1212-1246), casado con Isabel de Braose.

Otros hijos conocidos de Llywelyn también podrían haber sido de Juana:
1. Angharad ferch Llywelyn (fl. 1260).
2. Margaret (nacida hacia 1202), casada con sir Juan de Braose (apodado «Tadody»), nieto de Guillermo de Braose, IV lord de Bramber y después con sir Walter III de Clifford. Tuvo hijos con ambos.[4]

Juana a menudo mediaba entre su marido y su padre. Según Brut y Tywysogion (La crónica de los príncipes), cuando Juan realizaba una campaña exitosa en el norte de Gales, «Llywelyn, al no poder sufrir la ira del rey, le envió a su esposa, la hija del rey, por consejo de su líder, para buscar hacer las paces con el rey bajo todos los términos que él pudiera».
En abril de 1226, el papa Honorio III otorgó a Juana una bula papal que la declaraba hija legítima, basándose en que sus padres no estaban casados con otras personas cuando ella nació, pero sin concederle derechos sobre el trono inglés.

### Adulterio
El día de Pascua de 1230, William de Braose, prisionero de Llywelyn en ese momento, fue sorprendido con Juana en la habitación matrimonial. William fue colgado el 2 de mayo de 1230, según el folklore de la zona de Abergwyngregyn. Juana quedó en arresto domiciliario durante los doce meses posteriores al incidente. Después, según la Crónica de Chester, Llewelyn la perdonó y le devolvió su favor. Juana podría haber tenido una hija en 1231.

## Muerte
Murió en el palacio real de Abergwyngregyn, en la costa norte de Gwynedd, en 1237. Existen registros del gran dolor que sintió Llywelyn por su fallecimiento: fundó en su honor un monasterio franciscano en la costa en Llanfaes, frente al palacio real, que fue consagrado en 1240, poco antes de la muerte de Llywelyn, y destruido en 1537 durante la disolución de los monasterios que llevó a cabo Enrique VIII. 
El supuesto sarcófago de piedra de Juana puede verse hoy en la iglesia parroquial de Santa María y San Nicolás en Beaumaris (Anglesey). Sobre el sepulcro vacío hay una placa con esta inscripción: 
«Este sencillo sarcófago (una vez dignificado con los restos de Juana, hija del rey Juan, y consorte de Llewelyn ap Iowerth, príncipe de Gales del Norte, que murió en el año 1237), habiendo sido traído del monasterio de Llanfaes, y ay, usado por muchos años como abrevadero de caballos, fue rescatado de semejante indignidad y colocado aquí para su preservación así como para invitar a la seria meditación sobre la naturaleza transitoria de todas las distinciones sublunares. Por Thomas James Warren Bulkeley, vizconde de Bulkeley, octubre de 1808».

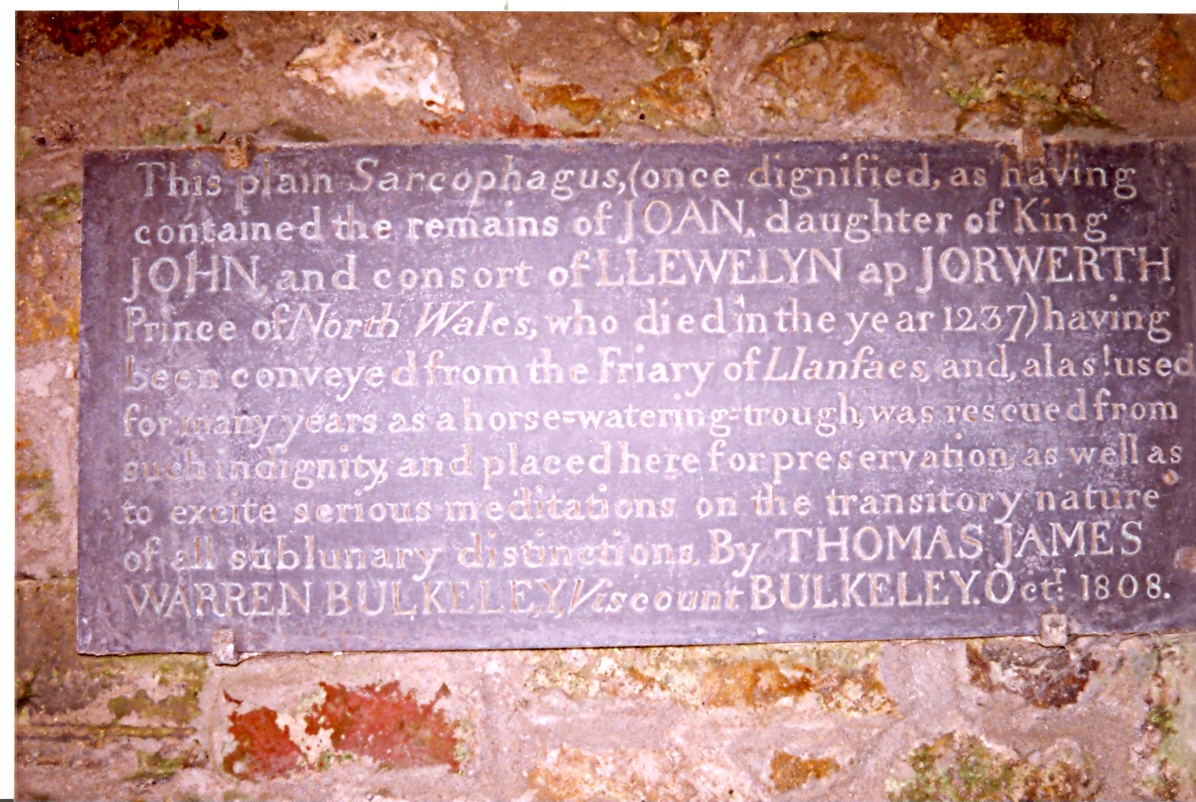
Placa sobre el sarcófago de Juana, en Beaumaris.

En años recientes se ha puesto en duda la identidad de la mujer que se muestra en la tapa del ataúd, que se cree, no corresponde al ataúd sobre el que descansa. Los expertos han sugerido que el traje y el estilo del tallado pertenecen a una década mucho más tardía a la de 1230, cuando murió Juana. La corona mostrada indicaría a un miembro de la familia real, más probablemente Leonor de Montfort.

## Ficción
- Juana y su amorío con William de Braose es el tema de la obra de teatro en verso «Siwan» de Saunders Lewis, escrita en galés.
- La novela The Green Branch («La rama verde»), de Edith Pargeter, está ambientada en Gales y en las Marcas Galesas entre 1228 y 1231, en la época del dominio de Llewelyn.[8]
- Aunque con el nombre de Joanna, Juana es la protagonista principal de la novela Here Be Dragons («Aquí hay dragones») de Sharon Kay Penman.[9]